# Wereldkampioenschap voetbal 2014 (Groep H) België - Rusland
Dit artikel gaat over de wedstrijd in de groepsfase in groep H tussen België en Rusland die gespeeld werd op zondag 22 juni 2014 tijdens het wereldkampioenschap voetbal 2014. Op dezelfde dag werden de wedstrijden Zuid-Korea – Algerije en Verenigde Staten – Portugal gespeeld.

## Voorafgaand aan de wedstrijd
- België staat bij aanvang van het toernooi op de elfde plaats van de FIFA-wereldranglijst. België bevindt zich sinds halverwege 2007 – toen het op de 71e plaats stond, wat het dieptepunt voor België was – in een stijgingsperiode. In oktober 2013 bereikte België met de vijfde positie zijn hoogtepunt. Sindsdien is het land zes posities gedaald. De positie van België was in juni 2014 gelijk aan die van begin 2014.[1] Zes andere bij de UEFA aangesloten landen wisten in juni 2014 een betere positie op de ranglijst te bemachtigen; dat waren Engeland, Italië, Zwitserland, Portugal, Duitsland en nummer één Spanje.
- België had één wedstrijd achter de rug; dat was een wedstrijd tegen Algerije, die met 2 – 1 werd gewonnen.
- Rusland staat bij aanvang van het toernooi op de negentiende plaats van de FIFA-wereldranglijst. Het land begon in oktober 2006 met stijgen, nadat het in september 2006 op de 39e positie stond. Rusland steeg met wat schommelingen naar de zesde positie in juli 2009. Sindsdien schommelt het land tussen de 25e en zesde positie. Sinds begin 2014 is Rusland drie plaatsen gestegen op de ranglijst.[2] Twaalf andere bij de UEFA aangesloten landen wisten op de ranglijst van juni 2014 een betere positie te bemachtigen.
- Rusland speelde op het toernooi ook tegen Zuid-Korea, waarmee met 1 – 1 werd gelijkgespeeld.
- Deze landen speelden drie keer eerder tegen elkaar, waarvan een vriendschappelijk wedstrijd op 17 november 2010 het recentst is. Die wedstrijd werd door België met 0-2 gewonnen. Van de drie interlands won België er twee en werd er één gelijkgespeeld. Bij die interlands scoorde België vijf keer en Rusland twee keer.[3]

## Wedstrijdgegevens
| Datum                | 22 juni 2014             | 22 juni 2014             |
| Wedstrijdnummer      | 30                       | 30                       |
| Stadion              | Maracanã, Rio de Janeiro | Maracanã, Rio de Janeiro |
| Toeschouwers         | 73.819                   | 73.819                   |
| Scheidsrechter       | Felix Brych              | Felix Brych              |
| Assistenten          | Mark Borsch Stefan Lupp  | Mark Borsch Stefan Lupp  |
| Vierde official      | Carlos Vera              | Carlos Vera              |
| Man van de wedstrijd | Eden Hazard              | Eden Hazard              |
|                      | België                   | Rusland                  |
| Doelpunten           | 1                        | 0                        |
| Gele kaarten         | 2                        | 1                        |
| Rode kaarten         | 0                        | 0                        |
| Wissels              | 3                        | 3                        |
| Schoten op doel      | 7                        | 6                        |
| Schoten naast doel   | 4                        | 7                        |
| Overtredingen        | 14                       | 9                        |
| Hoekschoppen         | 5                        | 8                        |
| Buitenspel           | 7                        | 0                        |
| Geslaagde passes     | 301                      | 284                      |
| Mislukte passes      | 74                       | 74                       |
| Balbezit (%)         | 53                       | 47                       |

| België | 1 – 0           | Rusland |
| Divock Origi 88' (Eden Hazard) | goals (assists) | |
| Marc Wilmots | bondscoach      | Fabio Capello |
| Thibaut Courtois Toby Alderweireld Thomas Vermaelen 31' Vincent Kompany Daniel Van Buyten Axel Witsel Marouane Fellaini Kevin De Bruyne Eden Hazard Romelu Lukaku 57' Dries Mertens 75' | opstellingen    | Igor Akinfejev 62' Aleksej Kozlov Sergej Ignasjevitsj Vasili Berezoetski Dmitri Kombarov Denis Gloesjakov 83' Oleg Sjatov Viktor Fajzoelin Maksim Kanoennikov Aleksandr Kokorin 90' Aleksandr Samedov |
| Jan Vertonghen 31' Divock Origi 57' Kevin Mirallas 75' | wissels         | 62' Andrej Jesjtsjenko 83' Alan Dzagojev 90' Aleksandr Kerzjakov |
| Axel Witsel 54' Toby Alderweireld 73' | gele kaarten    | 38' Denis Gloesjakov |

## Wedstrijden
| Groepswedstrijden      |                       |                         |                       |                         |                        |                        |                         |
| Groep A                | Groep B               | Groep C                 | Groep D               | Groep E                 | Groep F                | Groep G                | Groep H                 |
| Brazilië – Kroatië     | Spanje – Nederland    | Colombia - Griekenland  | Uruguay – Costa Rica  | Zwitserland – Ecuador   | Argentinië – Bosnië    | Duitsland – Portugal   | België – Algerije       |
| Mexico – Kameroen      | Chili – Australië     | Ivoorkust – Japan       | Engeland – Italië     | Frankrijk – Honduras    | Iran – Nigeria         | Ghana – U.S.A.         | Rusland – Zuid-Korea    |
| Kameroen – Kroatië     | Australië – Nederland | Japan – Griekenland     | Italië – Costa Rica   | Honduras – Ecuador      | Nigeria – Bosnië       | U.S.A. – Portugal      | Zuid-Korea – Algerije   |
| Brazilië – Mexico      | Spanje – Chili        | Colombia – Ivoorkust    | Uruguay – Engeland    | Zwitserland – Frankrijk | Argentinië – Iran      | Duitsland – Ghana      | België – Rusland        |
| Kameroen – Brazilië    | Australië – Spanje    | Japan – Colombia        | Italië – Uruguay      | Honduras – Zwitserland  | Nigeria – Argentinië   | U.S.A. – Duitsland     | Zuid-Korea – België     |
| Kroatië – Mexico       | Nederland – Chili     | Griekenland – Ivoorkust | Costa Rica – Engeland | Ecuador – Frankrijk     | Bosnië – Iran          | Portugal – Ghana       | Algerije – Rusland      |
| Achtste finales        |                       |                         |                       |                         |                        |                        |                         |
| Brazilië Chili         | Colombia Uruguay      | Frankrijk Nigeria       | Duitsland Algerije    | Nederland Mexico        | Costa Rica Griekenland | Argentinië Zwitserland | België Verenigde Staten |
| Kwartfinales           |                       |                         |                       |                         |                        |                        |                         |
| Brazilië – Colombia    | Brazilië – Colombia   | Frankrijk – Duitsland   | Frankrijk – Duitsland | Nederland – Costa Rica  | Nederland – Costa Rica | Argentinië – België    | Argentinië – België     |
| Halve finales          |                       |                         |                       |                         |                        |                        |                         |
| Brazilië – Duitsland   | Brazilië – Duitsland  | Brazilië – Duitsland    | Brazilië – Duitsland  | Nederland – Argentinië  | Nederland – Argentinië | Nederland – Argentinië | Nederland – Argentinië  |
| Troostfinale           |                       |                         |                       |                         |                        |                        |                         |
| Brazilië – Nederland   |                       |                         |                       |                         |                        |                        |                         |
| Finale                 |                       |                         |                       |                         |                        |                        |                         |
| Duitsland – Argentinië |                       |                         |                       |                         |                        |                        |                         |

KBVB · A-internationals · Selecties · Statistieken · Bondscoaches · Belgisch vrouwenelftal · Olympisch elftal · België U21 · België U20 · België U19 · België U18 · België U17 · België U16 · Vrouwen U19 · Vrouwen U17
Albanië ·
Algerije ·
Andorra ·
Argentinië ·
Armenië ·
Australië ·
Azerbeidzjan ·
Bosnië en Herzegovina · 
Brazilië ·
Bulgarije ·
Burkina Faso ·
Canada ·
Chili ·
Colombia ·
Costa Rica ·
Cyprus ·
DDR ·
Denemarken ·
Duitsland ·
Egypte ·
El Salvador ·
Engeland ·
Estland ·
Faeröer ·
Finland ·
Frankrijk ·
Gabon ·
Gibraltar ·
Griekenland ·
Hongarije ·
Ierland ·
IJsland ·
Irak ·
Israël ·
Italië ·
Ivoorkust ·
Japan ·
Joegoslavië ·
Kazachstan ·
Kroatië · 
Letland ·
Litouwen ·
Luxemburg ·
Malta ·
Marokko ·
Mexico ·
Montenegro · 
Nederland ·
Noord-Ierland ·
Noord-Macedonië ·
Noorwegen ·
Oekraïne ·
Oostenrijk ·
Panama · 
Paraguay ·
Peru ·
Polen ·
Portugal ·
Qatar ·
Roemenië ·
Rusland ·
San Marino ·
Saoedi-Arabië ·
Schotland ·
Servië ·
Servië en Montenegro ·
Slovenië ·
Slowakije ·
Sovjet-Unie ·
Spanje ·
Tsjechië ·
Tsjecho-Slowakije ·
Tunesië · 
Turkije · 
Uruguay · 
Verenigde Staten · 
Wales · 
Wit-Rusland ·
Zambia · 
Zuid-Korea · 
Zweden · 
Zwitserland
Algerije (2014) ·
Argentinië (2014) · 
Brazilië (2018) · 
Canada (2022) · 
Denemarken (2021) · 
Engeland (2018, 1) · 
Engeland (2018, 2) · 
Finland (2021) · 
Frankrijk (1904) ·
Frankrijk (2018) · 
Ierland (2016) · 
Italië (2016) · 
Italië (2021) · 
Japan (2018) · 
Kroatië (2022) · 
Marokko (2022) · 
Nederland (1985) · 
Panama (2018) ·
Polen (1982) · 
Portugal (2021) · 
Rusland (2014) · 
Rusland (2021) · 
Sovjet-Unie (1982) · 
Tunesië (2018) · 
Verenigde Staten (2014) ·
West-Duitsland (1980) · 
Zuid-Korea (2014)
RFS · A-internationals · Bondscoaches · Selecties · Statistieken · Russisch vrouwenelftal · Rusland U21 · Rusland U20 · Rusland U19 · Rusland U18 · Rusland U17 · Rusland U16
1912 – 1914 · 
1992 – 1999 · 
2000 – 2009 · 
2010 – 2019 ·
2020 − 2029
EK 1992** · 
EK 1996 · 
EK 2004 · 
EK 2008 · 
EK 2012 · 
EK 2016 · 
EK 2020
WK 1994 · 
WK 1998 · 
WK 2002 · 
WK 2006 · 
WK 2010 · 
WK 2014 · 
WK 2018
OS 1912
1912 · 
1913 · 
1914 · 
1915–1991 · 
1992 · 
1993 · 
1994 · 
1995 · 
1996 · 
1997 · 
1998 · 
1999 · 
2000 · 
2001 · 
2002 · 
2003 · 
2004 · 
2005 · 
2006 · 
2007 · 
2008 · 
2009 · 
2010 · 
2011 · 
2012 · 
2013 · 
2014 · 
2015 · 
2016 · 
2017 · 
2018 ·
2019 ·
2020 ·
2021 ·
2022 ·
2023 ·
2024 ·
2025
Albanië ·
Algerije ·
Andorra · 
Argentinië ·
Armenië · 
Azerbeidzjan · 
België ·
Bolivia · 
Brazilië ·
Brunei ·
Bulgarije · 
Chili ·
Costa Rica ·
Cuba ·
Cyprus · 
Denemarken · 
Duitsland · 
Egypte ·
Engeland ·
El Salvador ·
Estland · 
Faeröer · 
 Finland · 
Frankrijk · 
Georgië · 
Ghana ·
Grenada ·
Griekenland · 
Hongarije ·
Ierland ·
IJsland ·
Irak ·
Iran ·
Israël · 
Italië ·
Ivoorkust ·
Japan ·
Joegoslavië ·
Kameroen ·
Kazachstan ·
Kenia ·
Kirgizië ·
Kroatië · 
Letland · 
Liechtenstein · 
Litouwen · 
Luxemburg ·  
Malta ·
Marokko · 
Mexico · 
Moldavië · 
Montenegro · 
Nederland · 
Nieuw-Zeeland ·
Noord-Ierland · 
Noord-Macedonië ·
Noorwegen · 
Oekraïne · 
Oezbekistan ·
Oostenrijk · 
Polen ·
Portugal ·
Qatar · 
Roemenië · 
San Marino · 
Saoedi-Arabië · 
Schotland · 
Servië · 
Slovenië · 
Slowakije · 
Spanje · 
Syrië ·
Tadzjikistan ·
Tsjechië · 
Tunesië ·
Turkije ·
Uruguay · 
Verenigde Arabische Emiraten · 
Verenigde Staten ·
Vietnam  ·
Wales · 
Wit-Rusland ·
Zuid-Korea · 
Zweden · 
Zwitserland
Algerije (2014) · 
België (2014) · 
België (2021) · 
Denemarken (2021) ·
Egypte (2018) ·
Engeland (2016) ·
Finland (2021) ·
Griekenland (2008) ·
Griekenland (2012) ·
Kroatië (2018) ·
Nederland (2008) ·
Polen (2012) ·
Saoedi-Arabië (2018) ·
Slowakije (2016) ·
Spanje (2008, groepsfase) ·
Spanje (2008, halve finale) ·
Spanje (2018) ·
Tsjechië (2012) ·
Uruguay (2018) ·
Wales (2016) ·
Zuid-Korea (2014) ·
Zweden (2008)
** = Onder de naam Gemenebest van Onafhankelijke Staten